# Љаник
Љаник је насеље у Србији у општини Прешево у Пчињском округу. Према попису из 2022. било је 4 становника.
Сеоце Љаник се налази на падини Рујна, на самој граници прешевског и кукумавског краја. У прошлости се овде налазили друго насеље. На потезу Рупе, људи су наилазили на темеље кућа, грнца и ћупова. У месту Старе колибе ископаване су и људске кости, као и на падини Тумбе где се наилази на остацима неке старе цркве.
Љаник је до 1912. године био господарско село. Земљу су држали бегови („годсподари“) из Жуиница и Стрезовца (у Прешевској моравици), а сељаци су је обрађивали као чивчије.
Махале села Љаник су: Село и Росуља. Махала Росуља оснивана је након ослобођења од турске власти.
Село Љаник је добило назив по пчеларнику (уњарнику), који се налазио у ограђеном простору на Кућишзу. Насеље је познато по пчелама.

## Демографија
У насељу Љаник живи 27 пунолетних становника, а просечна старост становништва износи 61,7 година (56,8 код мушкараца и 66,6 код жена). У насељу има 12 домаћинстава, а просечан број чланова по домаћинству је 2,42.
Ово насеље је у потпуности насељено Србима (према попису из 2002. године), а у последња три пописа, примећен је пад у броју становника.
|  |

| Демографија | Демографија | Демографија |
| Година      | Становника  | Становника  |
| ----------- | ----------- | ----------- |
| 1948.       | 146         |             |
| 1953.       | 145         |             |
| 1961.       | 155         |             |
| 1971.       | 112         |             |
| 1981.       | 65          |             |
| 1991.       | 51          | 51          |
| 2002.       | 29          | 29          |
| 2022.       | 4           |             |

| Етнички састав према попису из 2002.‍ | Етнички састав према попису из 2002.‍ | Етнички састав према попису из 2002.‍ | Етнички састав према попису из 2002.‍ | Етнички састав према попису из 2002.‍ |
| ------------------------------------ | ------------------------------------ | ------------------------------------ | ------------------------------------ | ------------------------------------ |
|                                      |                                      |                                      |                                      |                                      |
| Срби                                 | Срби                                 |                                      | 29                                   | 100,0%                               |

| Година пописа     | 1948. | 1953. | 1961. | 1971. | 1981. | 1991. | 2002. |
| ----------------- | ----- | ----- | ----- | ----- | ----- | ----- | ----- |
| Број домаћинстава | 18    | 18    | 20    | 20    | 16    | 12    | 12    |

| Број чланова      | 1 | 2 | 3 | 4 | 5 | 6 | 7 | 8 | 9 | 10 и више | Просек |
| ----------------- | - | - | - | - | - | - | - | - | - | --------- | ------ |
| Број домаћинстава | 1 | 7 | 3 | 0 | 1 | 0 | 0 | 0 | 0 | 0         | 2,42   |

| Пол    | Укупно | Неожењен/Неудата | Ожењен/Удата | Удовац/Удовица | Разведен/Разведена | Непознато |
| ------ | ------ | ---------------- | ------------ | -------------- | ------------------ | --------- |
| Мушки  | 13     | 4                | 8            | 1              | 0                  | 0         |
| Женски | 15     | 0                | 10           | 5              | 0                  | 0         |
| УКУПНО | 28     | 4                | 18           | 6              | 0                  | 0         |

| Пол    | Укупно                    | Пољопривреда, лов и шумарство | Рибарство                            | Вађење руде и камена | Прерађивачка индустрија       |
| ------ | ------------------------- | ----------------------------- | ------------------------------------ | -------------------- | ----------------------------- |
| Мушки  | 6                         | 5                             | 0                                    | 0                    | 1                             |
| Женски | 0                         | 0                             | 0                                    | 0                    | 0                             |
| УКУПНО | 6                         | 5                             | 0                                    | 0                    | 1                             |
| Пол    | Производња и снабдевање   | Грађевинарство                | Трговина                             | Хотели и ресторани   | Саобраћај, складиштење и везе |
| Мушки  | 0                         | 0                             | 0                                    | 0                    | 0                             |
| Женски | 0                         | 0                             | 0                                    | 0                    | 0                             |
| УКУПНО | 0                         | 0                             | 0                                    | 0                    | 0                             |
| Пол    | Финансијско посредовање   | Некретнине                    | Државна управа и одбрана             | Образовање           | Здравствени и социјални рад   |
| Мушки  | 0                         | 0                             | 0                                    | 0                    | 0                             |
| Женски | 0                         | 0                             | 0                                    | 0                    | 0                             |
| УКУПНО | 0                         | 0                             | 0                                    | 0                    | 0                             |
| Пол    | Остале услужне активности | Приватна домаћинства          | Екстериторијалне организације и тела | Непознато            | Непознато                     |
| Мушки  | 0                         | 0                             | 0                                    | 0                    | 0                             |
| Женски | 0                         | 0                             | 0                                    | 0                    | 0                             |
| УКУПНО | 0                         | 0                             | 0                                    | 0                    | 0                             |